# Joeri Blinov
Joeri Ivanovitsj Blinov (Russisch: Юрий Иванович Блинов) (Moskou, 13 januari 1949) was een Sovjet-Russisch ijshockeyer. 
Blinov won tijdens de Olympische Winterspelen 1972 de gouden medaille.
Blinov speelde van 1967 tot en met 1975 voor HC CSKA Moskou.